# Metapenaeopsis crassissima
Metapenaeopsis crassissima är en kräftdjursart som beskrevs av Racek och Dall 1965. Metapenaeopsis crassissima ingår i släktet Metapenaeopsis och familjen Penaeidae. Inga underarter finns listade i Catalogue of Life.